# Nikołaj Malszakow
Nikołaj Pietrowicz Malszakow (ros. Николай Петрович Мальшаков,  ur. 19 grudnia 1924 w Łyświ, zm. 7 grudnia 1997 w Moskwie) – radziecki działacz państwowy.

## Życiorys
W latach 1939–1942 uczył się w technikum lotniczym w Permie/Mołotowie, od 1943 należał do WKP(b), 1943-1947 służył w Armii Czerwonej/Armii Radzieckiej, 1948-1949 był pomocnikiem prokuratora w Łyświ. W latach 1949–1951 był prokuratorem miasta Ugleuralsk w obwodzie mołotowskim (permskim), 1951-1953 szefem wydziału prokuratury obwodu mołotowskiego, 1953-1956 I zastępcą prokuratora obwodu mołotowskiego, 1956-1957 prokuratorem obwodu wielkołuckiego, a 1957-1961 prokuratorem obwodu penzeńskiego. Od 1961 do października 1963 kierował Wydziałem Organów Administracyjnych i Handlowo-Finansowych Komitetu Obwodowego KPZR w Penzie, od października 1963 do grudnia 1965 był przewodniczącym Komitetu Wykonawczego Penzeńskiej Rady Miejskiej, a od listopada 1965 do 10 lipca 1968 przewodniczącym Komitetu Wykonawczego Penzeńskiej Rady Obwodowej, następnie pracował w Sądzie Najwyższym RFSRR. Od grudnia 1972 do grudnia 1984 był I zastępcą przewodniczącego, a od grudnia 1984 do czerwca 1987 przewodniczącym Sądu Najwyższego RFSRR, a od czerwca 1987 do września 1989 głównym arbitrem państwowym ZSRR. Był odznaczony Orderem Czerwonego Sztandaru Pracy (1966) i dwoma Orderami Czerwonej Gwiazdy.